# Cavillatrix curtichela
Cavillatrix curtichela är en tvåvingeart som beskrevs av Hiroshi Shima 1996. Cavillatrix curtichela ingår i släktet Cavillatrix och familjen parasitflugor.
Artens utbredningsområde är Fiji. Inga underarter finns listade i Catalogue of Life.